# اضطراب كلام حركي
اضطرابات النطق الحركية، هي نوع من اضطرابات النطق تنتج عن خلل في الجهاز العصبي، يؤثر على القدرة الطبيعية للجسم على التحدث. وتشمل هذه الاضطرابات مجموعة من المشاكل في إنتاج الكلام ناتجة عن مشكلات عصبية. تجعل هذه الاضطرابات من الصعب على المصابين بها أن يخططوا أو يبرمجوا أو يتحكموا أو ينسقوا أو ينفذوا الحركات اللازمة لإنتاج الكلام.
تختلف أسباب اضطرابات النطق الحركية باختلاف مدى سلامة وتكامل الوظائف الإدراكية والعصبية العضلية والهيكلية العضلية. فالكلام عملية معقدة تعتمد على التفكير، وتوقيت دقيق لتدفق الهواء، وتحريك أعضاء النطق مثل الشفتين واللسان والفك. ويمكن أن تتعطل هذه العملية بسبب ضعف في عضلات الفم (كما في عسر النطق الحركي – Dysarthria) أو بسبب خلل في القدرة على تنفيذ الحركات المطلوبة لإنتاج أصوات الكلام (كما في تعذر الأداء النطقي – Apraxia of Speech أو عسر التلفظ النمائي – Developmental Verbal Dyspraxia).
وترتبط هذه الاضطرابات عادة بخلل في الجهاز العصبي، سواء المركزي أو الطرفي، المسؤول عن تخطيط وتنفيذ الحركات، مما يؤثر على تنسيق عملية التنفس، وإنتاج الصوت، والتنغيم، ونطق الأصوات، كلٌّ على حدة أو مجتمعة.

## الأسباب
السبب الرئيسي لاضطرابات النطق الحركية هو الخلل الوظيفي العصبي.
قد تكون الآفات في أحد الأعصاب القحفية من العوامل المساهمة. وتشمل الأمثلة على الحالات التي قد تؤدي إلى ظهور أحد اضطرابات النطق الحركية: السكتات الدماغية، إصابات الرأس، الأورام، والاضطرابات التنكسية. عندما يحدث خلل في نقل الإشارات العصبية إلى العضلات، يفقد الشخص القدرة على استخدام بعض عضلات الوجه أو الصوت بالشكل الصحيح.

## العلاج
تُعد معالجة اضطرابات النطق الحركية من خلال علاج النطق واللغة وسيلة فعالة، وقد أظهرت الدراسات أنها تساعد المرضى حتى في الحالات الشديدة، بما في ذلك من تعرضوا لإصابات دماغية قبل سنوات. يهدف العلاج إلى تحقيق ثلاثة أهداف رئيسية: الاستعادة، التعويض، والتكيّف.
في نهج الاستعادة، يسعى أخصائي النطق إلى تقليل درجة الخلل العصبي وتأثيراته المباشرة على إنتاج الكلام. أما في حالات أخرى، فقد يكون من الضروري اتباع استراتيجية تعويضية، تشمل استخدام أدوات أو أجهزة مساعدة، مثل الأطراف الصناعية المخصصة للنطق. في المقابل، يتطلب التكيّف تعديل نمط الحياة للمريض، بما يساعده على التعايش مع الصعوبات في التواصل.
يرتبط التدخل المبكر بتحقيق نتائج علاجية أفضل، حيث يتبع أخصائيو النطق نموذجًا هرميًا يبدأ بأساليب عامة ثم يتدرج إلى استراتيجيات أكثر تخصيصًا وفقًا لحالة المريض. إلا أن تأخر تقدم العلاج قد يحدث في حال عدم التزام المريض بممارسة التمارين المطلوبة بانتظام.
في حالات السكتات الدماغية، غالبًا ما يتم تنسيق العلاج من خلال فريق طبي متعدد التخصصات. أما في اضطرابات مثل داء باركنسون، فقد تكون هناك حاجة إلى أدوية مرافقة للعلاج التأهيلي. وفي بعض الحالات، تكون الاستجابة العلاجية أكثر فعالية عند اتباع نهج متعدد التخصصات يشمل الجوانب الدوائية، والسلوكية، والتقنية.
تعتمد مدة العلاج على درجة شدة الاضطراب، كما تؤثر عوامل متعددة في مسار الشفاء، مثل الحاجة إلى أجهزة مساعدة (كالمكبرات الصوتية)، أو خطط الإدارة السلوكية. وتهدف هذه الأساليب إلى مساعدة المريض على التفاعل بكفاءة مع بيئته، سواء من خلال استراتيجيات تركز على تحسين قدرات المتحدث ذاته أو على تسهيل عملية التواصل بحد ذاتها.
تتضمن الخطط السلوكية عادةً تمارين لتحسين الوضعية الجسدية وتنشيط حركة أعضاء النطق، مثل الشفاه والفك واللسان. وتشمل أدوات التقييم المستخدمة في هذه الحالات مقياس تأثير عسر النطق، والذي يساعد على فهم تأثير الحالة على جودة الحياة. أما تعذر الأداء النطقي، فيُشخّص عادةً من خلال طلب تنفيذ حركات أو إشارات مرتبطة بأدوات أو أنشطة تواصلية. ومع ذلك، فإن الأدوات التقييمية المتوفرة حالياً لا تزال بحاجة إلى تطوير، حيث يُنظر إلى كثير منها على أنها غير دقيقة بما يكفي.
وأخيرًا، يمكن أن يكون العلاج الجماعي مفيدًا، خاصةً في حالات عسر النطق، حيث أظهرت بعض الدراسات أن الفوائد قد تمتد لتشمل تحسين القدرات التواصلية والرفاهية النفسية. كما أشير إلى أن الغناء والعلاج الجماعي المرتكز على تدريبات الصوت المرتفع قد يكون لهما دور إيجابي في تحسين المهارات النطقية، رغم الحاجة إلى مزيد من البحث في هذا المجال.

## عُسر النطق
عُسر النطق هو اضطراب نطقي يحدث نتيجة ضعف أو شلل جزئي أو كلي في عضلات الجهاز الفموي المسؤولة عن إنتاج الكلام. ويؤثر هذا الضعف العضلي على الحركات الإرادية اللازمة لوظائف أساسية مثل التنفس، إصدار الصوت (الإطنان)، الرنين الصوتي، مخارج الحروف (النطق)، والتنغيم.
يُصنف عُسر النطق ضمن اضطرابات النطق ذات الأصل العصبي الحركي، أي أنه ناتج عن خلل في الجهاز العصبي يؤثر على التحكم العضلي اللازم للكلام. ومن أبرز سماته ظهور اضطرابات نطقية ثابتة وقابلة للتنبؤ، تشمل: اضطراب في إخراج الأصوات، صعوبات في التنفس أثناء الحديث، تغيّرات في جودة الصوت أو طبقته، وضعف في القدرة على التحكم في سرعة أو إيقاع الكلام.
يُعد ضعف العضلات وعدم القدرة على تنسيق الحركات الدقيقة المطلوبة للتحدث من العلامات الأساسية لعسر النطق. وتعود هذه الحالة عادةً إلى خلل في التكامل الحسي-الحركي، سواء على مستوى العضلات نفسها، أو في الأعصاب الحركية السفلية، أو في المناطق الدماغية المسؤولة عن معالجة وتنفيذ الأوامر الحركية في القشرة الدماغية.

## تعذّر الأداء النطقي
تعذّر الأداء النطقي هو اضطراب حركي في الكلام، يتمثل في عدم قدرة الدماغ على تخطيط الحركات الإرادية اللازمة لإنتاج الكلام، وذلك في غياب أي ضعف عضلي أو مشكلات في بنية أعضاء النطق. أي أن المشكلة ليست في العضلات أو الأعصاب، بل في طريقة تنظيم الدماغ للحركات المطلوبة للكلام.

### الأنواع الرئيسية
يوجد نوعان رئيسيان من تعذّر الأداء:
- تعذّر الأداء النطقي النمائي (أو الطفولي).
- وتعذّر الأداء المكتسب، والذي يظهر غالبًا بعد إصابات دماغية مثل السكتات أو أمراض تنكسية عصبية.

في حالة تعذّر الأداء الطفولي، يعاني الطفل من صعوبة في دقة وثبات الحركات اللازمة لإنتاج الكلام، وذلك دون وجود مشاكل عصبية عضلية واضحة. يُعد هذا النوع اضطرابًا عصبيًا في أصوات الكلام يظهر منذ الطفولة، ويؤثر على النطق دون أن يكون مصحوبًا بضعف عضلي. أما النوع المكتسب، فيصيب الأشخاص بعد إصابات في الدماغ، ويؤدي إلى صعوبة في تخطيط الحركات النطقية رغم بقاء العضلات سليمة.

### الخصائص والأسباب العصبية
يظهر تعذّر الأداء النطقي في صورة كلام بطيء، غير منتظم، يتخلله توقفات متكررة، بالإضافة إلى صعوبة في نطق الأصوات بشكل دقيق. ويعود هذا الاضطراب في أغلب الحالات إلى خلل في النصف الأيسر من الدماغ، نتيجة سكتة دماغية أو مرض عصبي تنكسي. تشير الأبحاث إلى أن الإصابة في الشريان الدماغي الأوسط الأيسر مرتبطة ارتباطًا وثيقًا بتعذّر الأداء النطقي، كما أن مناطق مثل القشرة الحركية الإضافية، والقشرة الحسية-الحركية، والجزيرة الدماغية (Insula)، تلعب دورًا رئيسيًا في الإصابة بهذا الاضطراب. بالإضافة إلى ذلك، قد تكون هناك علاقة بخلل في المخيخ أو العقد القاعدية، وهي بنى عصبية مسؤولة عن تنسيق الحركات الدقيقة. في بعض الحالات الشديدة، قد يفقد المصاب القدرة تمامًا على إصدار الكلام، وهو ما يُعرف بـ الصمت التعذّري (Apraxic Mutism).

### العوامل الجينية والنمائية
يشير مصطلح عسر التلفظ النمائي (Developmental Verbal Dyspraxia) إلى وجود صعوبة في تنسيق الإيماءات الحركية اللازمة للكلام، وغالبًا ما تترافق هذه الحالة مع مشكلات في اللغة الاستقبالية أو التعبيرية. وقد أظهرت الأبحاث وجود ارتباط بين هذا النوع من الاضطرابات وجين FOXP2، الذي يُعتقد أنه يلعب دورًا مهمًا في تطور القدرات اللغوية والكلامية.

### أنواع تعذّر الأداء الأخرى
إلى جانب تعذّر الأداء النطقي، يمكن تصنيف تعذّر الأداء عمومًا إلى أنواع متعددة، منها:
- تعذّر الأداء الحركي الأيديومي (Ideomotor Apraxia): يتمكن الشخص من وصف كيفية استخدام أداة ما، لكنه لا يستطيع تنفيذ الحركة فعليًا عند محاولة استخدامها.
- تعذّر الأداء الفكري (Ideational Apraxia): يعاني فيه الشخص من صعوبة في تصور خطوات تنفيذ مهمة معينة، رغم معرفته بالأشياء المحيطة وقدرته على تسميتها.
- تعذّر الأداء الحركي للأطراف (Limb-Kinetic Apraxia): يُعد أكثر جسدية، حيث يفقد الشخص القدرة على أداء حركات دقيقة تتطلب مهارات حركية عالية، مثل تحريك الأصابع أو أداء الإيماءات باليدين.